# Дједовача
Ђедовача је насељено место у Босни и Херцеговини у Општини Сански Мост које административно припада Федерацији Босне и Херцеговине. Према попису становништва из 1991. у насељу је живело 79 становника.

## Становништво
По последњем службеном попису становништва из 1991. године, у насељу Ђедовача живело је 79 становника. Сви становници су били Срби.